# Urophora chejudoensis
Urophora chejudoensis
 es una especie de insecto díptero. Kae Kyoung Kwon lo describió científicamente por primera vez en el año 1985.
Esta especie pertenece al género Urophora de la familia Tephritidae.